# Aerospace Defense Command
 (septembre 2024).
Si vous disposez d'ouvrages ou d'articles de référence ou si vous connaissez des sites web de qualité traitant du thème abordé ici, merci de compléter l'article en donnant les références utiles à sa vérifiabilité et en les liant à la section « Notes et références ».
Pour les articles homonymes, voir ADC.
L'Aerospace Defense Command (ADC), initialement désigné en tant que « Air Defense Command », est un ancien grand commandement de l'United States Air Force de 1946 à 1980. 

## Description
La mission du Aerospace Defense Command était la défense aérienne du territoire des États-Unis sous l'autorité du Commandement de la défense aérospatiale de l'Amérique du Nord (en anglais : North American Aerospace Defense Command) à partir de la création de ce dernier en 1956.
Son principal programme informatique d'opérations était le Semi-Automatic Ground Environment (SAGE).